# Isole Matrosskie
Le isole Matrosskie (in russo Островa Матросские, ostrov Matrosskie, in italiano "isole dei Marinai") sono un gruppo di isole russe che fanno parte dell'arcipelago di Severnaja Zemlja e sono bagnate dal mare di Kara.
Amministrativamente fanno parte del distretto di Tajmyr del Territorio di Krasnojarsk, nel Distretto Federale Siberiano.

## Geografia
Le isole sono situate 1,2 km a est della parte centrale dell'isola Najdënyš.
Si tratta di due isole di dimensioni simili, senza nomi individuali. L'isola nord-orientale è ovale e ha una lunghezza di circa 600 m; raggiunge un'altezza massima di 7 m s.l.m. L'isola sud-occidentale è invece lunga circa 1 km e larga 650 m, e raggiunge solo 4 m.s.l.m. Non sono presenti né laghi né fiumi.

## Isole adiacenti
- Isola Najdënyš (остров Найдёныш, ostrov Najdënyš), a ovest.
- Isola Suchoj (острова Сухой, ostrov Suchoj), a sud.
- Isola Malyš (остров Малыш, ostrov Malyš), a sud-ovest.
- Isola Nizkij (остров Низкий, ostrov Nizkij), a nord.